# Шуштар, Алоизий
Алоизий Шуштар (словен.  Alojzij Šuštar; 14 ноября 1920, Grmada, Требне — 29 июня 2007, Любляна) — католический прелат, архиепископ Любляны с 23 февраля 1980 года по 5 марта 1997 год.

## Биография
После получения среднего образования Алоизий Шуштар обучался в институте святого Станислава. В 1941 году получил научную степень доктора богословия в Папском Григорианском университете. 27 октября 1946 года был рукоположён в священника. Заболев туберкулёзом, Алоизий Шуштар отправился на лечение в швейцарский город Кур, где с 1949 по 1951 год служил капелланом и преподавал до 1953 год философию и теологию в лицее Пресвятой Девы Марии. С 1971 по 1976 год Алоизий Шуштар был секретарём Совета европейских конференций католических епископов.
23 февраля 1980 года Римский папа Иоанн Павел II назначил Алоизия Шуштара архиепископом Любляны. 13 апреля 1980 года состоялось рукоположение Алоизия Шуштара в епископа, которое совершил титулярный архиепископ Аквилеи и апостольский пронунций в Югославии архиепископ Микеле Чеккини в сослужении с епископом Кура Йоганнесом Фондерахом и вспомогательным епископом Любляны и титулярным епископом Вази-Сарры Станиславом Леничем.
5 марта 1997 года подал в отставку. Скончался 29 июня 2007 года в Любляне.

## Награды
- Золотой почётный орден Свободы Словении.